# 中印関係
- 中華人民共和国の国際関係 > 中印関係
- インド#国際関係 > 印中関係

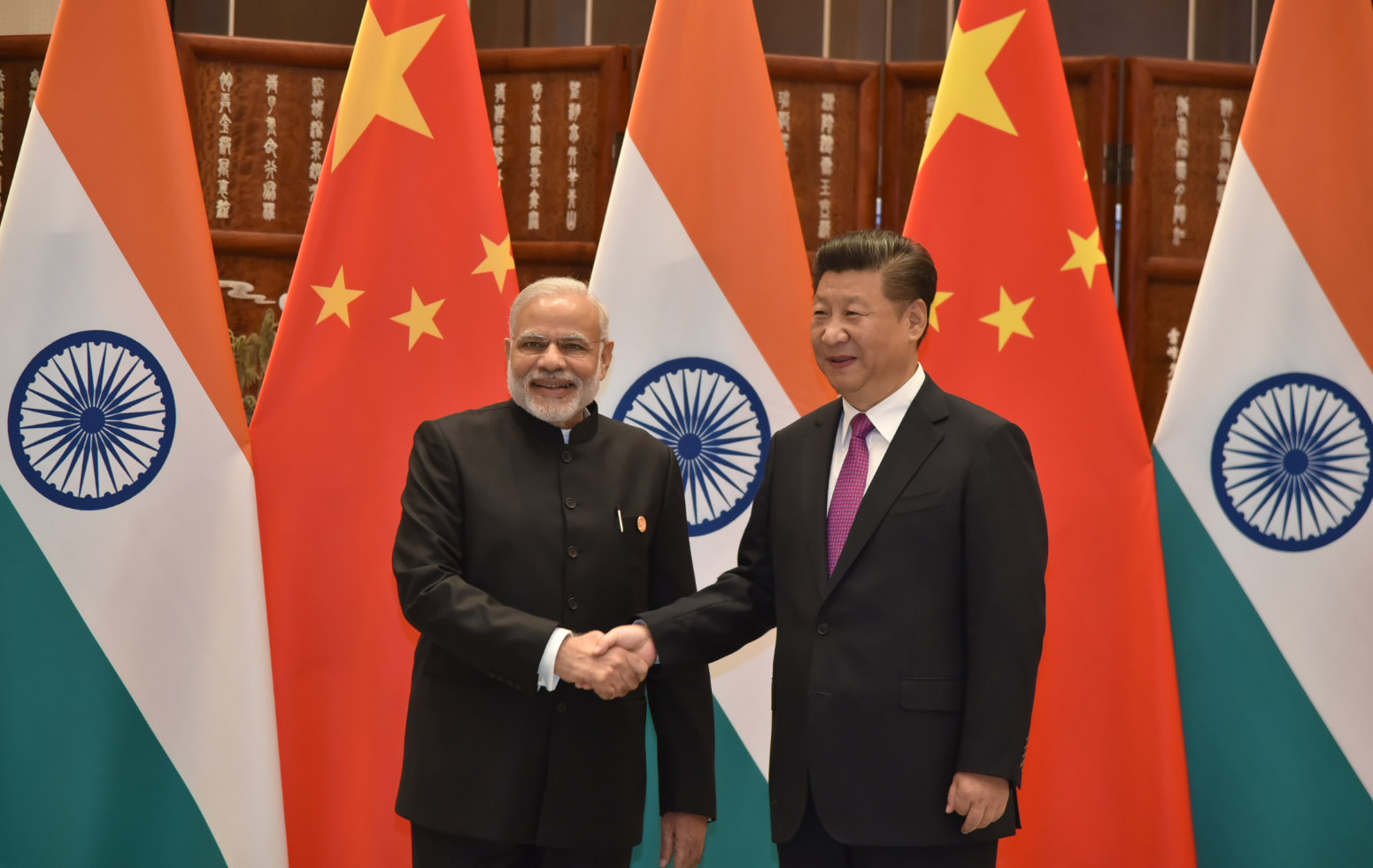
モディと習近平（2016年G20杭州サミット）

中印関係（ちゅういんかんけい）は、中国（中華人民共和国）とインド（インド共和国）の国際関係。印中関係ともいう。
両国はヒマラヤ山脈を国境とする隣国であり、古代からシルクロードや仏教伝播を通じて交流があった。現代の国交は1950年に樹立された。中印国境紛争やチベット問題で政治的には対立してきたが、21世紀には経済協力が進むなど、「政冷経熱」の関係にある。
両国には多くの共通点がある。例えば、世界で一二を争う人口、高いGDP、かつてアジアを代表する大国だったが列強の帝国主義に搾取された歴史、核の保有などが挙げられる。21世紀にはG20やBRICSを構成し、米国に次ぐ第二・第三の大国として台頭しているとも言われる。

## 概況

### 地理

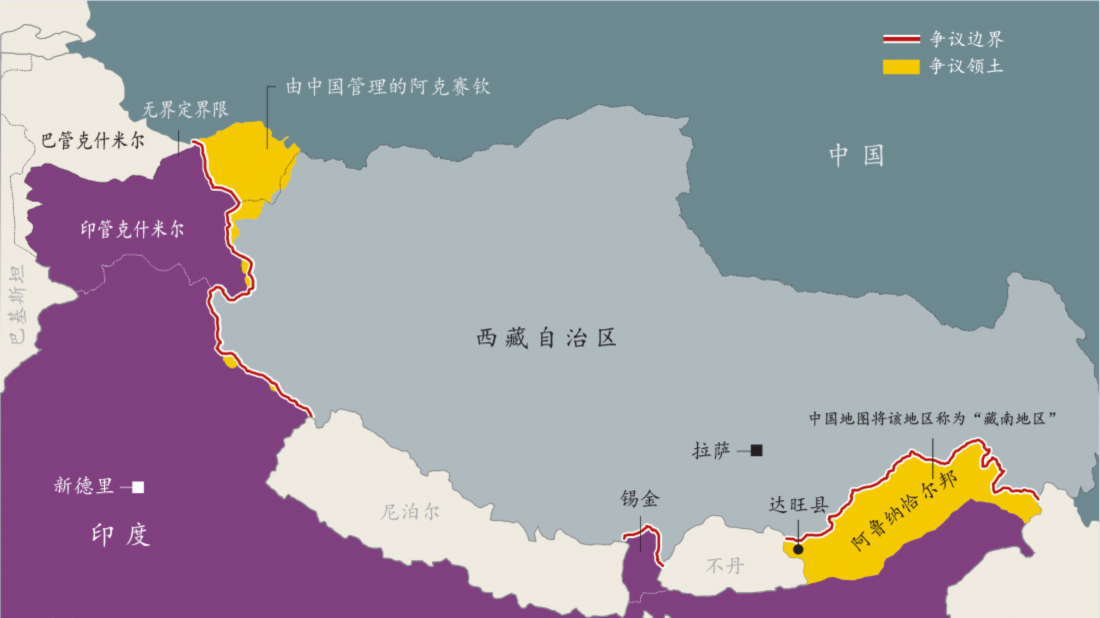
中印国境。黄色が係争地

東西に長いヒマラヤ山脈を国境として、中国のチベット自治区南部とインド北部が接する。国境の途中にネパールとブータンが緩衝国として挟まっている。西はパキスタン、東はミャンマーが中印両国と接する。
国境問題の係争地は3つあり、1.西部のカシミール地方（ラダックやアクサイチン、カラコルム回廊）、2.中部のヒマラチャル・プラデシュ州およびウッタラカンド州の国境線、3.東部のアルナチャル・プラデシュ州（蔵南地区）である。ネパールとブータンの間にあるインド領シッキム州（旧シッキム王国）は、2003年に領有が合意されたが、その後も警戒態勢が続いている。

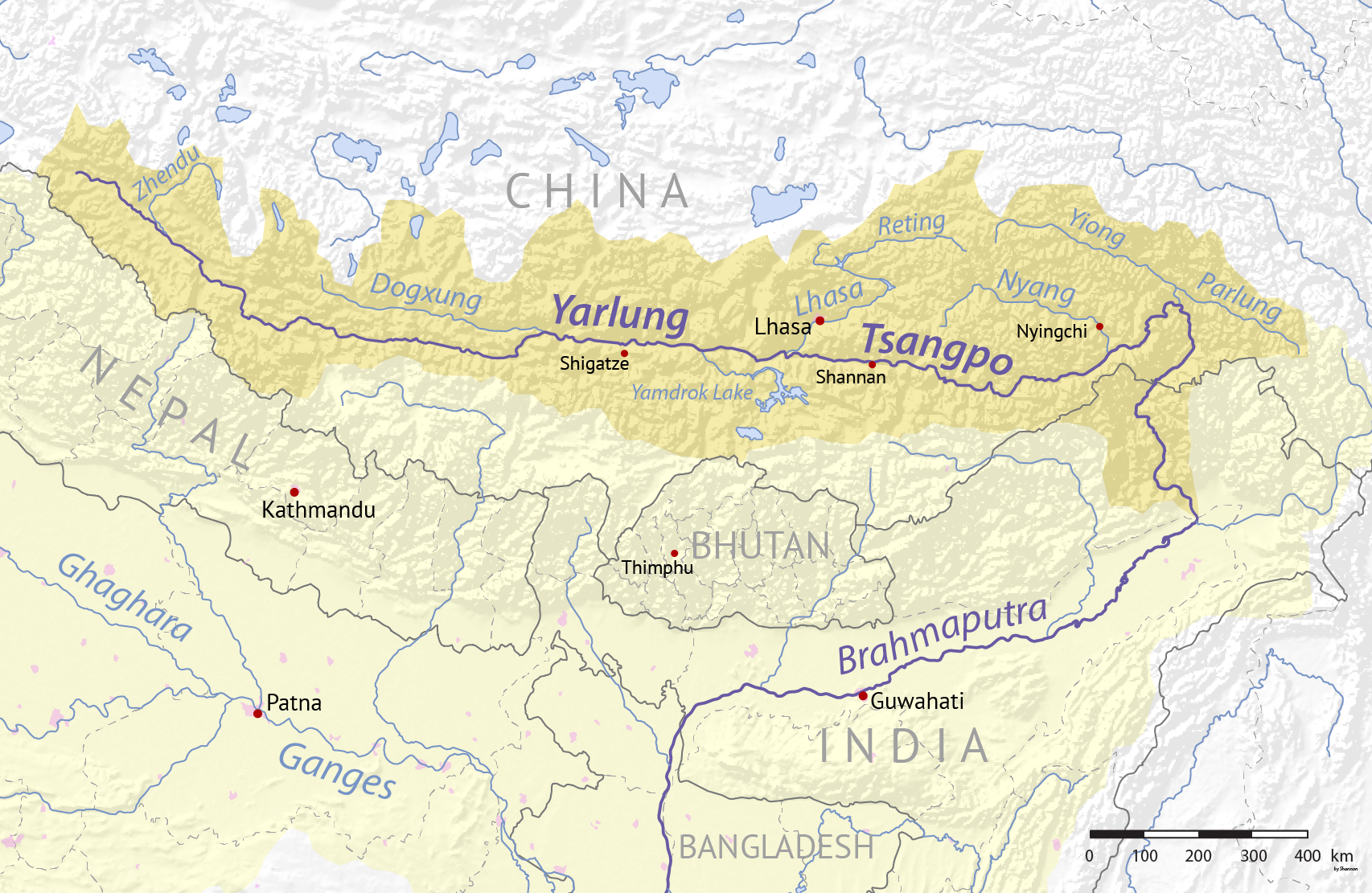
ヤルツァンポ川（ブラマプトラ川）

ヤルツァンポ川（ブラマプトラ川）は、上流が中国、下流がインドにある。2014年から中国側のダム開発による水資源掌握が国際問題になっている（ブラマプトラ川のダム一覧）。
陸路は、山脈を西に迂回して中央アジア（西域）からパキスタン・カイバル峠を通る回廊があり、古くは「シルクロード」「オアシスの道」、現代では「一帯一路」における「中パ経済回廊」と重なる。その他、山脈東側の「茶馬古道」「BCIM経済回廊」などがある。
海路は、南シナ海から東南アジアを経てインド洋に至る航路があり、古くは「海のシルクロード」、現代では「インド洋シーレーン」「真珠の首飾り」と重なる。

### 統計
人口は、2023年半ばにインドが中国を抜いて世界1位（約14億2860万人）になった。両国の人口を足すと、世界の総人口の約3割に及ぶ。
GDPは、中国が世界2位、インドが5位（2023年時点。1位米国、3位日本、4位ドイツ）となっている。
軍事費は、中国が世界2位、インドが3位（2021年時点。1位米国）となっている。両国とも核保有国だが、インドは核拡散防止条約（NPT）に参加していない。
貿易では、中国はインドにとって最大の貿易相手国の一つであり、経済的依存関係にある。

## 歴史

### 前史

玄奘（7世紀）

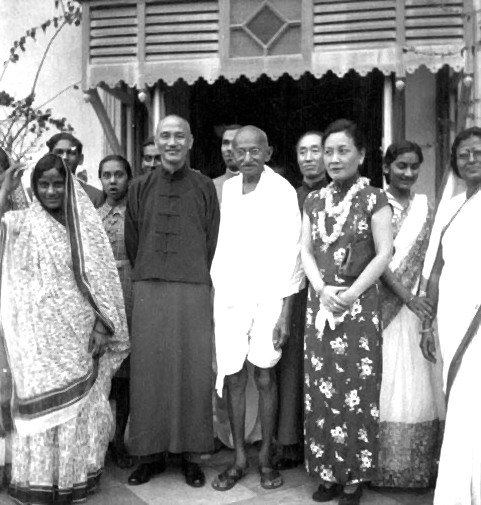
蔣介石・宋美齢夫妻とガンディー（1942年）

考古学においては、西周時代から漢・晋の複数の遺跡で、インダス川流域の特産品であるカーネリアン製ビーズ（エッチド・カーネリアン・ビーズ）が発掘されている。また、インド洋沿岸各地で南宋以降の中国陶磁器片が発掘されている。
両国の古典には、古くから互いへの言及がある。『史記』では「身毒」、『後漢書』では「天竺」といった形で様々にインドを呼んでおり、『大唐西域記』以降は「印度」が一般的になった。一方『マハーバーラタ』『マヌ法典』『実利論』などでは、中国を「チーナ」や「チーナスターナ」と呼んでいる。このインド側の呼称が、漢訳仏典などで「支那」や「震旦」と訳された。その他『皇華四達記』『諸蕃志』『島夷誌略』『嶺外代答』『瀛涯勝覧』といった中国の地誌にもインドへの言及がある。
仏教のシルクロード伝播が進むと、仏陀跋陀羅や達磨がインドから中国に訪れ、法顕・玄奘・義浄が中国からインドに訪れた。とくに玄奘は『西遊記』の「三蔵法師」の原型になった。また仏教だけでなく、インド占星術・須弥山説・チャトランガ（シャンチー）などの科学技術や文化も伝播した。インド人を祖にもつ瞿曇悉達は『九執暦』『開元占経』を著し、インド数学や天文学を中国に伝えた。
後漢とクシャーナ朝などとの交易は、『エリュトゥラー海案内記』からも窺える。唐の太宗とヴァルダナ朝のハルシャ・ヴァルダナの間では、王玄策ら使節の往来が行われた。チョーラ朝のラージャラージャ1世とラージェーンドラ1世は北宋に使節を派遣した。南宋以降はジャンク船がインド洋を訪れた。イブン・バットゥータは、トゥグルク朝のスルターン・ムハンマドから元への使節に任命された。明の鄭和はインド各地に来航し、コッチに石碑を建てたと伝えられる。鄭和の来航を受けたベンガル・スルターン朝は、アフリカ産のキリンを永楽帝に贈った（『瑞応麒麟図』）。マイソール王国のティプー・スルターンは清に使節を派遣した。
イギリス東インド会社は、イギリス・インド・清の間で三角貿易を行った。同社により国際都市となったコルカタには清の商人が移住し、インドの華人コミュニティの始まりとなった。
1841年から1842年、インド北西部のシク王国と清の間で「清・シク戦争」が起こった。清末にはシク教徒が上海共同租界警察などを務め、中国人から「阿三」と呼ばれた。
20世紀前半には、孫文とラス・ビハリ・ボースが日本の頭山満を介して交流したり、タゴールが1924年に訪中しアジアの協同を説くなど、アジア主義・反帝国主義を通じた友好関係が築かれた。第二次世界大戦中には、抗日戦争とインド独立運動が反帝国主義として重ねられた。1939年にはネルーと蔣介石が重慶で会談し、1942年には蔣介石・宋美齢夫妻とガンディーがインドで会談した。大戦後期には、連合軍によって援蔣ルートの一つ「レド公路」が中印間に敷かれた。

### 1950年～（友好から対立へ）

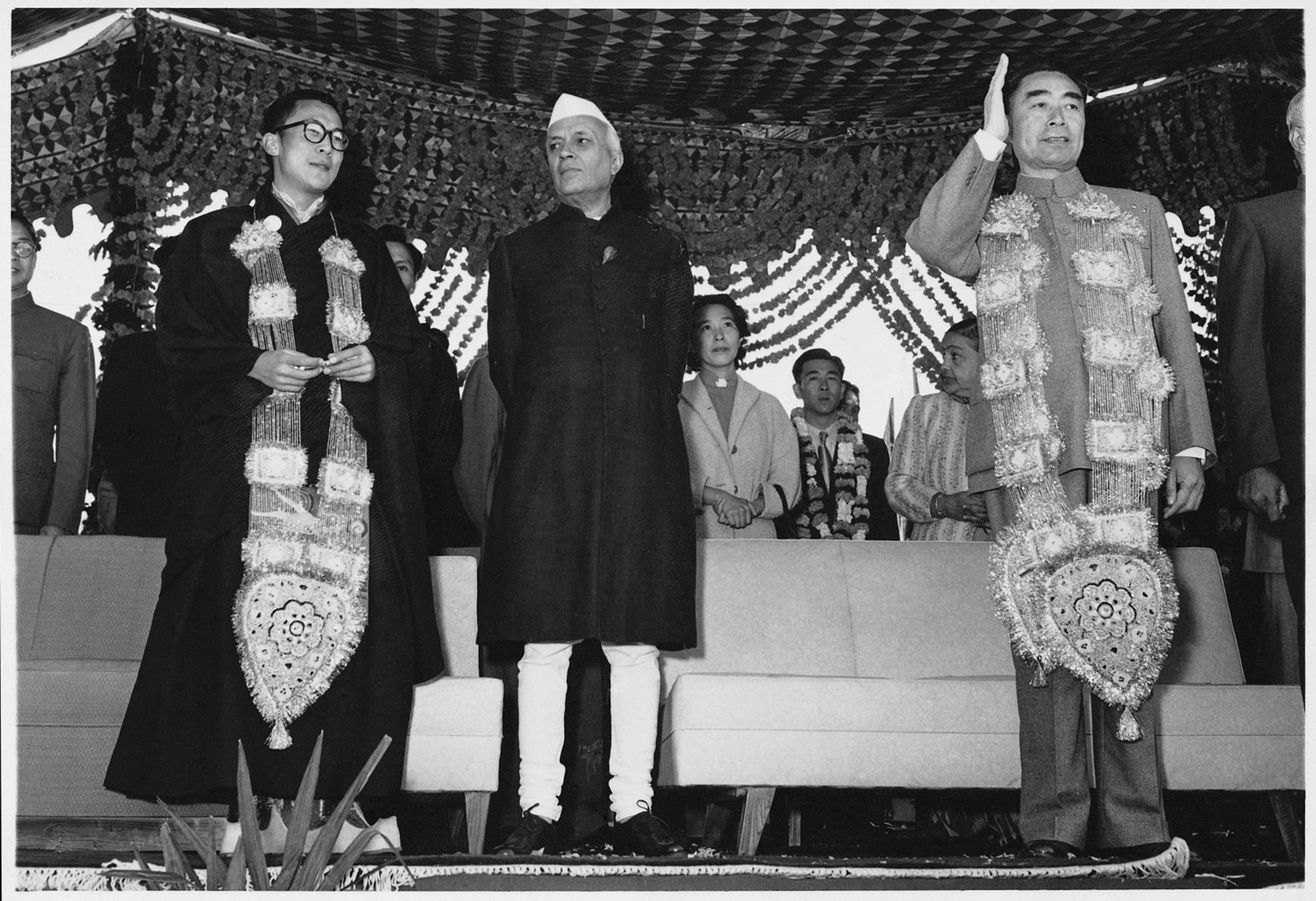
ダライ・ラマ14世、ネルー、周恩来（1956年）

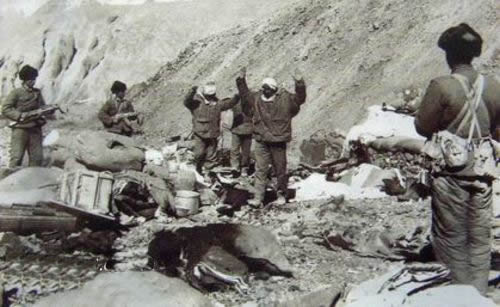
中印国境紛争（1962年）

1947年にインドが独立し、1949年に中華人民共和国が成立すると、1950年、インドは「二つの中国」のうち中華人民共和国を承認し、国交を樹立した。1954年、周恩来とネルーは互いを訪問し、平和五原則を確認した。1955年、インドネシアで開催されたバンドン会議（アジア・アフリカ会議）では、二人が指導的役割を担い、後の非同盟運動に繋がった。
1950年代には、こうして友好関係が築かれ「印中は兄弟」（ヒンディー・チーニー・バハイ・バハイ）と謳われた。しかし同時に、国境問題がこの頃から浮上していた。チベット問題をめぐっても、ネルーが中国政府に宥和的だったのをアンベードカルが批判するなど、インド国内で見解が分かれていた。
1959年にチベット動乱が勃発し、ネルーがダライ・ラマ14世のチベット亡命政府を受け入れ、さらに1962年に中印国境紛争が発生すると、友好関係は失われ、長い冬の時代が始まった。紛争時、中ソ対立・印パ対立が同時進行していたことから、印ソ・中パの接近が進んだ。1964年には中国の核実験、1974年にはインドの核実験が初めて行われた。
紛争中、インドの華人に対し強制収容や国外追放が行われた。また関係停滞により、中華料理がガラパゴス化した「インド中華」が生まれた。

### 現代（政冷経熱）

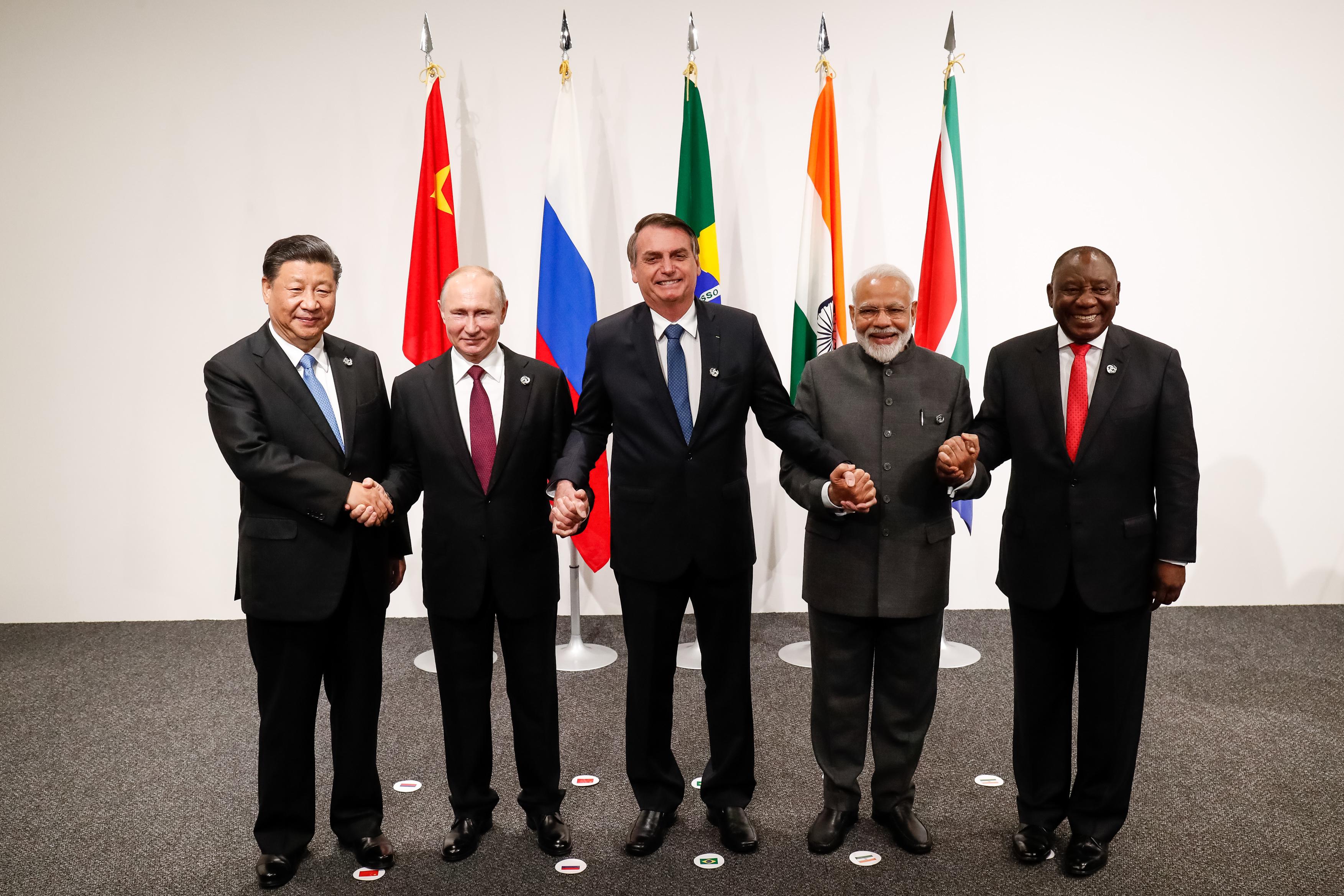
習近平・モディらBRICSの首脳陣（2019年G20大阪サミット）

1976年の両国大使再派遣や、1984年の貿易協定を経て、1988年のラジーヴ・ガンディー訪中、1991年の李鵬訪印に至ると、中印関係は改善期に入った。
2003年には、中国のチベット領有と、インドのシッキム領有が合意された。2009年のCOP15や、2021年のCOP26では、環境規制よりも経済成長を優先する立場で一致した。2015年には、中国主導のアジアインフラ投資銀行にインドが創設メンバーとして参加した。2017年には、中国主導の上海協力機構にインドが正式に参加した。
一方、1998年にはインドが対中パを想定した核実験を行い（1998年インドの核実験）、2020年には中国が国境紛争を再燃させる（2020年中印国境衝突）など、対立も続いていた。しかし、2024年の第16回BRICS首脳会議にて中印首脳会談を行い、国境問題について解決策模索で合意した。中国の「一帯一路」にインドは明確に反対している。

## 三国関係

### 近隣諸国
パキスタンは、中国との関係が良いのに対し、インドとの関係は悪い。「一帯一路」における中パ経済回廊は、印パ係争地のパキスタン実効支配地域を通ることなどから、インドは開発に反対している。
ブータンは、インドとの関係が良いのに対し、中国との関係は悪い。ブータンと中国の係争地ドクラムをめぐって、ブータンとインドは共闘体制を示している。
ネパールは、インドとの関係を良くしつつ、中国との関係も良くしている。中国は山脈を貫く中国・ネパール鉄道の計画を進めている。
ミャンマー、スリランカは、中印両国の経済援助を受けており、影響力争いの場となっている。

### ロシア
冷戦中は、中印対立・中ソ対立の裏で、印ソが「印ソ平和友好協力条約」を結び、ソ連から軍事支援が行われた。ソ連崩壊をきっかけに、インドはロシアよりも東南アジア・東アジアに接近する「アクトイースト政策」（当初はルックイースト政策）を開始した。21世紀には、印ロも中ロも再接近している。
2022年ロシアのウクライナ侵攻が起こると、直後の国連安保理ロシア非難決議案採決では、中印どちらもロシアを非難せず「棄権」した少数の国となった。

### 日本
日中印三国に関わる政策として、日本の「自由で開かれたインド太平洋戦略」、中国の「一帯一路」、インドの「アクトイースト政策」がある。
日米豪印戦略対話（クアッド）と中国は相反関係にある。

### 関連文献
- 田所昌幸『台頭するインド・中国 相互作用と戦略的意義』千倉書房〈慶應義塾大学東アジア研究所叢書〉、2015年。ISBN 978-4805110577。 中印関係がテーマの論集。